# Kalipang (Sutojayan)
Kalipang is een bestuurslaag in het regentschap Blitar van de provincie Oost-Java, Indonesië. Kalipang telt 7436 inwoners (volkstelling 2010).